# Attagenus reitteri
Attagenus reitteri is een keversoort uit de familie spektorren (Dermestidae). De wetenschappelijke naam van de soort werd in 1968 gepubliceerd door Mroczkowski.